# Werner Jannings
Werner Jannings (* 1886 in Arbon, Schweiz; † nach 1945) war ein deutscher Kaufmann und Politiker.
Er war unter anderem Leiter der NSDAP in Nordchina.

## Leben
Werner Jannings kam als jüngster Sohn des in die Vereinigten Staaten ausgewanderten deutschen Kaufmanns Emil Jannings (ursprünglich „Janenz“) und dessen Ehefrau Margarethe (geb. Schwabe) im schweizerischen Arbon am Bodensee zur Welt. Zu seinen drei Geschwistern zählte der Schauspieler Emil Jannings. Sein Bruder Walter (1885–1965) war Kaufmann in Berlin-Friedenau.
Jannings besaß die deutsche Staatsbürgerschaft. Ab 1911 arbeitete er in China für die Firma Siemssen & Co. Er war mit der Hamburgerin Ella (geb. Schulz) verheiratet und lebte mit seiner Familie in der nordchinesischen Hafenstadt Tientsin. Dort wurden seine Tochter Gisela (* 1918) und sein Sohn Werner (* 1929) geboren. Das Adreßbuch für das Deutschtum in Ostasien (ADO) für das Jahr 1925–1926 weist Jannings in Tientsin mit der Adresse 83 Woodrow Wilson Street aus. Im Jahr 1931 übernahm er in Tientsin die Leitung der dortigen Filiale von Siemssen & Co.
Jannings war Mitglied des China-Instituts der Universität Frankfurt.
Besondere Bekanntheit erlangte er als Sammler chinesischer Bronzen. Die Werner Jannings Collection befindet sich heute im Chinese National Palace Museum in Peking. Der Kunsthistoriker Max Loehr verfasste darüber 1956 eine Monografie.